# Neopithecops horsfieldi
Neopithecops horsfieldi är en fjärilsart som beskrevs av William Lucas Distant 1884. Neopithecops horsfieldi ingår i släktet Neopithecops och familjen juvelvingar. Inga underarter finns listade i Catalogue of Life.